# Ejner Johansson
Ejner Bainkamp Johansson (* 7. März 1922 in Kopenhagen; † 28. September 2001) war ein dänischer Kunsthistoriker.

## Leben
Nach seinem Studium der Kunstgeschichte arbeitete Ejner Johansson als Journalist von 1956 bis 1966 bei der dänischen Tageszeitung Dagbladet Information und von 1966 bis 1967 bei der dänischen Boulevardzeitung BT. Als Kunsthistoriker beschäftigte er sich eingehend mit der Kunstsammlung des dänischen Tabakfabrikanten Heinrich Hirschsprung.
Ejner Johansson war der Vater des dänischen Architekten Karsten Johansson und der Großvater der US-amerikanischen Schauspielerinnen Scarlett und Vanessa Johansson.